# Schleuse Rahe
Die Schleuse Rahe ist eine Schleuse am Ems-Jade-Kanal. Sie liegt in Rahe, einem Stadtteil von Aurich in Ostfriesland. Durch die unmittelbar benachbarte Gaststätte Kukelorum ist die Schleuse auch als Schleuse Kukelorum bekannt.

## Geschichte
Die Schleuse wurde 1886 eröffnet und von 2005 bis 2007 von Grund auf saniert und erweitert. Sie überwindet einen Höhenunterschied von zwei Metern und war bis zum Umbau der schmalste Abschnitt des Kanals. Ein Einsatz größerer Schiffe war nicht möglich. In einem 1914 erschienenen Führer auf den Deutschen Schiffahrtstraßen werden für die Raher Schleuse unter anderem folgende Angaben gemacht:
- Fahrwassertiefe: 1,50 – 2,00 Meter
- Nutzbare Länge und Breite der Schleuse: 33 Meter (Länge); 6,50 Meter (Breite)

Wegen der zunehmenden wirtschaftlichen Bedeutung und um den Kanal für den Tourismus noch attraktiver zu machen, musste die Schleuse grundsaniert werden. Zwischen September 2005 und Juli 2007 wurde sie unter Verkehr mit einem Kostenaufwand von etwa 5 Millionen Euro abgerissen und komplett neu erbaut. Damit dies unter Verkehr möglich war, wurde ein neues Verfahren angewendet, bei dem neun Großbetonfertigteile mit jeweils über 300 Tonnen Einzelgewicht vor Ort hergestellt und dann zum jeweiligen Einbauort verschoben wurden. Die alte Drehbrücke wurde durch eine neue Klappbrücke ersetzt. Für den Neubau wurde ein Bemessungsschiff mit einer Länge von 55 m und einer Breite von 7,20 m zugrunde gelegt.

## Baubeschreibung
Die nach dem Umbau auf 55 Meter Länge erweiterte Schleuse verfügt über zwei Schleusenkammern mit insgesamt drei Stemmtorpaaren. Durch den Einbau eines dritten Tores wurde es möglich, den Schleusvorgang und damit die gepumpte Wassermenge an die unterschiedlichen Schiffsgrößen anzupassen. Dies erlaubt nach Angaben des Betreibers Niedersächsischer Landesbetrieb für Wasserwirtschaft, Küsten- und Naturschutz (NLWKN) ein „wirtschaftliches Schleusen“. Beim Umbau wurde die zuvor bestehende Drehbrücke in eine Klappbrücke umgebaut; dabei wurde jedoch die zuvor bestehende Optik beibehalten. Der Umbau kostete rund fünf Millionen Euro.

## Nutzung
Die Schleuse wird in erster Linie von Ausflugsbooten auf dem Kanal genutzt, aber auch von Binnenschiffen, die Baumaterialien in den Auricher Hafen transportieren.

## Umfeld
In Höhe der Schleuse kreuzen Radwanderwege den Kanal. An der Schleuse befindet sich ein Ausflugslokal, das den Namen Kukelorum trägt. Über die Schleusenbrücke führt eine Verbindungsstraße zwischen den Auricher Stadtteilen Rahe und Rahestermoor. Seit 1991 erinnert ein Gedenkstein an das Leben und Wirken Hannes Flesners, der unweit der Schleuse geboren wurde.